# Test Drive Unlimited 2
Test Drive Unlimited 2, även förkortat TDU2, är ett MMOG i genren racingspel, och är utvecklat av Eden Games. Spelet är det tionde i Test Drive-serien och innehåller 176 olika fordon - SUVar, sportbilar, klassiska bilar och motorcyklar. 
Test Drive Unlimited 2 utspelar sig på den hawaiianska ön Oahu och ön Ibiza som ligger nära Spanien. Spelet bjuder på omkring 3 000 kilometer körbar väg fördelat på de två öarna som har modellerats efter satellitbilder (GPS-data).
Spelet har släppts till PC, Xbox 360 och PS3. Det är inga stora skillnader mellan versionerna. Den 12 augusti 2010, mindre än två veckor innan spelets ursprungliga premiärdatum, annonserade Atari att spelsläppet har försenats till det första kvartalet 2011.

## Spelet
Spelet är till upplägget likt föregångaren Test Drive Unlimited och man kommer att börja på ön Ibiza för att senare i spelet låsa upp ön Oahu. De större skillnaderna gentemot föregångaren är att man nu kommer att kunna köra i terräng, nattetid samt i regn. Grafik- och utseendemässigt har Test Drive Unlimited 2 dynamiskt väder, dag- och natt cykel samt bilskador.  
För att utvecklas och komma vidare i spelet kan spelaren utföra många olika aktiviteter som ger poäng och erfarenhet i fyra olika kategorier.  
- Competition - köra race och slutföra racingaktiviteter.
- Social - göra olika mer sociala aktiviteter, köra med vänner och utmana andra spelare.
- Discovery - Upptäcka öarna och olika vägar, ta fotografier och hitta bilvrak.
- Collection - Samla och köpa bilar, hus och kläder.

Man kan köra både vägkörning och terrängkörning. Terrängen varierar från regnskog och berg till sandstränder och storstäder. Spelaren kan få tag på olika sportbilar och SUV:ar från flera olika tillverkare, bland annat Gumpert Apollo, Audi Q7, Aston Martin One-77 och McLaren MP4-12C.
I spelet finns tre stycken fordonskategorier (A,B,C och M) samtliga fordon delas in i olika underkategorier beroende på prestanda och kvalitet, ju lägre nummer, desto bättre prestanda har fordonet.
- Kategori A står för "Asphalt cars" och syftar på enklare bilar samt sportbilar. Underkategorierna är A7 till A1.
- Kategori B står för "Off-road vehicles" och syftar på större och kraftigare fordon (SUV). Underkategorierna är B4 till B2.
- Kategori C står för "Classic cars" och syftar på äldre populära fordon. Underkategorierna är C4 till C1
- Kategori M står för motorcyklar.

## Mottagande
Test Drive Unlimited 2 fick blandad kritik vid spelsläppet. Spelet fick positiv kritik för sin öppna spelvärld och fick negativ kritik för mängden buggar i spelet, spelfysiken, röstskådespelarna och grafiken.

## Problem och buggar
När spelet släpptes på marknaden första gången fanns det en mängd allvarliga buggar, särskilt på PC-versionen. Trots att det har gått en tid sedan spelet släpptes har Test Drive Unlimited 2 fortfarande problem med samma typ av problem och buggar som tidigare. Detta har gjort att multiplayer-funktionerna numera är nedstängda

## Efterträdare
December 2016 fick företaget Bigben Interactive rättigheter att skapa nya speltitlar i TDU-serien. Samtidigt bekräftade Bigben Interactive att nytt spel är under utveckling.